# Бар (Швейцария)
Бар (нем. Baar ZG) — город и коммуна в Швейцарии, в кантоне Цуг. Коммуне подчинена деревня Зильбруг.
Население составляет 21 548 человек (на 2007 год). Официальный код — 1701.

## Бизнес
В городке находится головной офис одного из крупнейшего сырьевого трейдера планеты Glencore International AG, её оборот в 2006 году составил $116,5 млрд долларов США.
В Баре находится ассоциация, координирующая разработку TYPO3, популярной системы управления содержимым интернет-сайтов. Также здесь расположена штаб-квартира крупной химической компании Sika AG.

## Фотографии

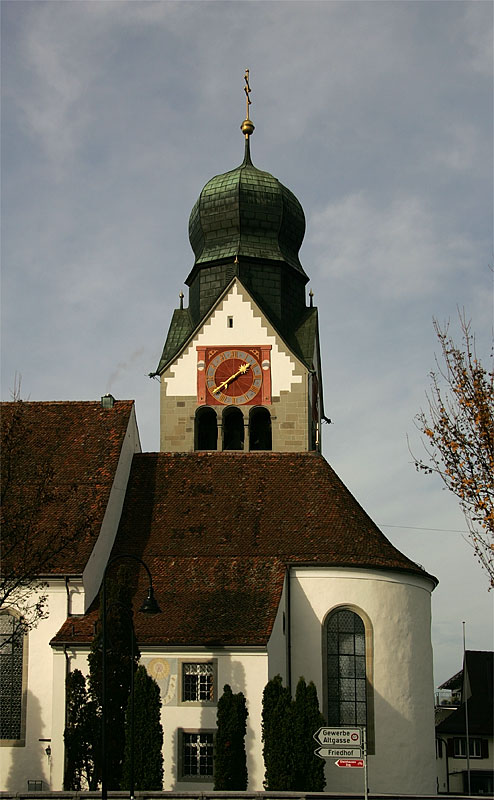
Церковь
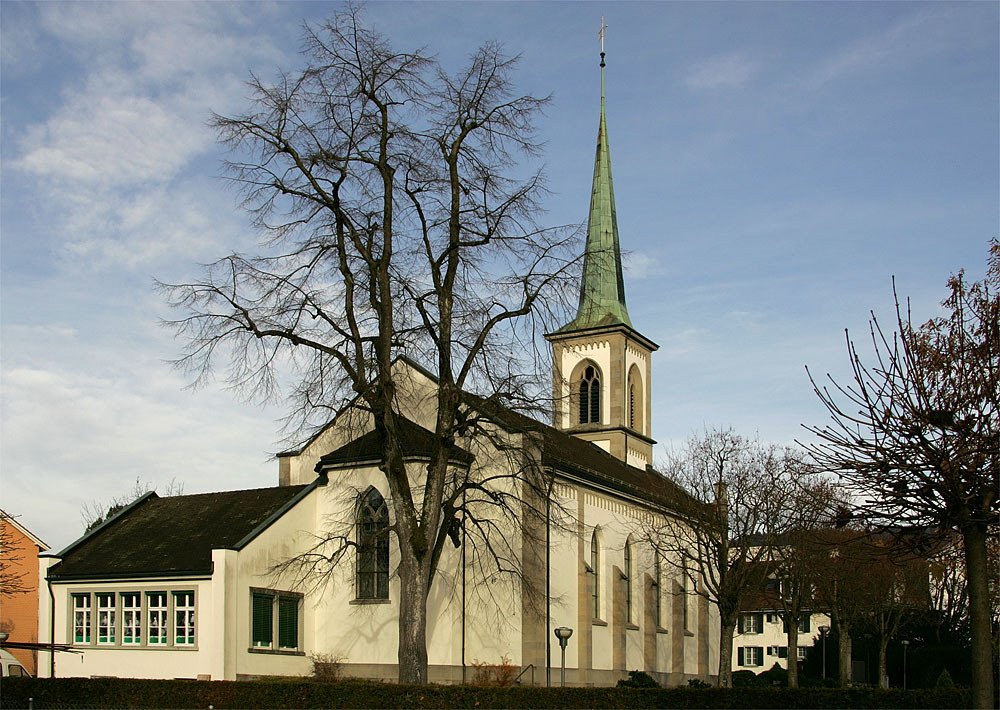
Церковь
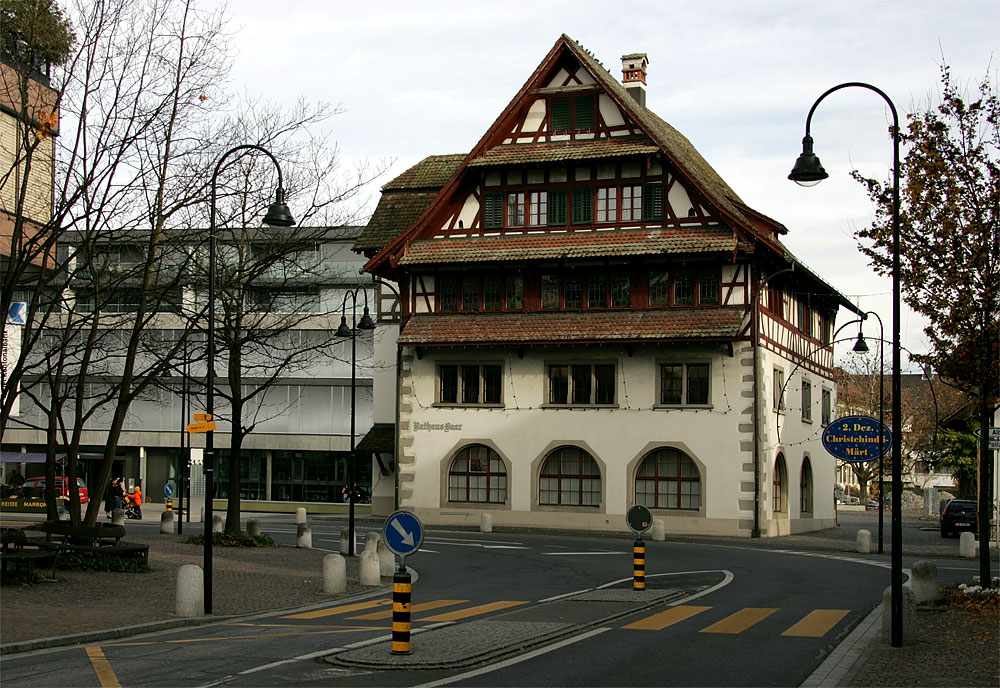
Ратуша
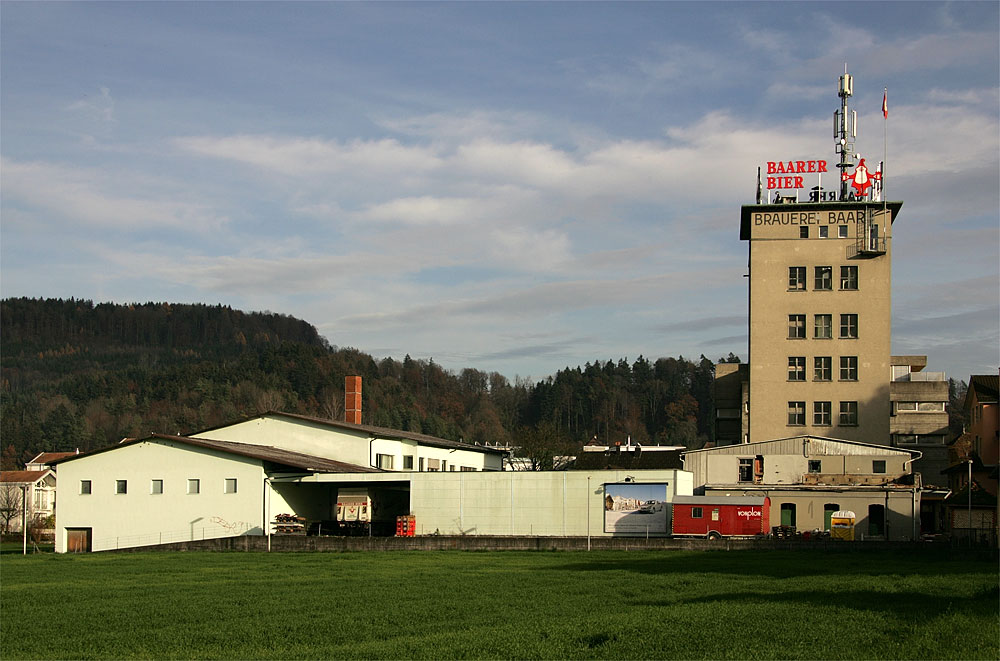